# Howard Ensign Evans
Pour les articles homonymes, voir Evans.
Howard Ensign Evans, né le 23 février 1919 à Hartford (Connecticut) et mort le 18 juillet 2002 à Fort Collins (Colorado), est un entomologiste américain,.

## Publications
- (en) Howard Ensign Evans (1985). The Pleasures of Entomology. Portraits of Insects and the People Who Study Them. Smithsonian Institution Press (Washington) : 238 p.  (ISBN 0874744210)